# Stimmhafter postalveolarer Frikativ
Der stimmhafte postalveolare Frikativ (ein stimmhafter, hinter den Alveolen gebildeter Reibelaut) hat in verschiedenen Sprachen folgende lautliche und orthographische Realisierungen:
- Deutsch [⁠ʒ⁠]: g und j zum Teil in französischen Fremdwörtern als [⁠ʒ⁠], in englischen Fremdwörtern als [⁠dʒ⁠], in eingedeutschten Fremdwörtern teilweise auch sch [⁠ʒ⁠] bzw. dsch [⁠dʒ⁠], zudem in einigen deutschen Dialekten, z. B. dem hessischen Namen der Stadt Aschaffenburg /aʃebe˞ ʒ/.
  - Beispiel: Garage, Journal, Job, Dschihad
- Englisch [⁠ʒ⁠]: Entsteht dort, wo sonst auf einen stimmhaften alveolaren Frikativ [⁠z⁠] ein stimmhafter palataler Approximant [⁠j⁠] folgen würde, wie in:
  - occasion [əˈkʰeɪʒn], pleasure [ˈpʰleʒɚ]
- Französisch [⁠ʒ⁠]: Jedes j sowie g vor e, i und y.
  - Beispiele: jour [ʒuʀ], gîte [ʒit], gens [ʒã]
- Slowakisch, Tschechisch [⁠ʒ⁠]:Gekennzeichnet durch Ž, ž
- Ungarisch [⁠ʒ⁠]: Gekennzeichnet durch Zs
- Russisch, Ukrainisch, Belarussisch, Serbo-Kroatisch, Bulgarisch und Mazedonisch[⁠ʒ⁠]: Gekennzeichnet kyrillisch durch Ж
- Japanisch [⁠ʒ⁠]: Katakana ヂャ, ジ, ヂョ, ヂュ  und Hiragana ぢゃ, じ, ぢょ, ぢゅ jeweils als [ʒa],[ʒi],[ʒo],[ʒɯ]